# Lundulla bifurcata
Genre
Espèce
Lundulla bifurcata, unique représentant du genre Lundulla, est une espèce d'opilions laniatores de la famille des Podoctidae.

## Distribution
Cette espèce est endémique du Sarawak en Malaisie. Elle se rencontre vers Lundu.

## Description
Le mâle holotype mesure 5 mm.

## Publication originale
- Roewer, 1927 : « Weitere Weberknechte I. 1. Ergänzung der: "Weberknechte der Erde", 1923. » Abhandlungen des Naturwissenschaftlichen Vereins zu Bremen, vol. 26, p. 261–402.